# Gouvernement Jettou II
Pour les articles homonymes, voir Gouvernement Jettou.
Monarchie
Jettou I El Fassi
Le gouvernement Jettou II est le vingt-huitième gouvernement du royaume du Maroc depuis son indépendance en 1955. Il est dirigé par le Premier ministre Driss Jettou. Le gouvernement est formé le 8 juin 2004 et remplace le gouvernement Jettou I. Il est dissous le 19 septembre 2007 et est remplacé par le gouvernement El Fassi.

## Composition
| Portefeuille | Ministre                  |
| --- | ------------------------- |
| Premier ministre | Driss Jettou              |
| Ministre d'État | Abbas El Fassi            |
| Ministre des Affaires étrangères et de la Coopération                                                                      | Mohamed Benaïssa          |
| Ministre de l'Intérieur | El Mostapha Sahel         |
| Ministre de la Justice | Mohamed Bouzoubaâ         |
| Ministre des Habous et des Affaires islamiques                                                                             | Ahmed Toufiq              |
| Ministre de l'Aménagement du Territoire, de l'Eau et de l'Environnement                                                    | Mohamed El Yazghi         |
| Ministre des Finances et de la Privatisation                                                                               | Fathallah Oualalou        |
| Secrétaire général du Gouvernement                                                                                         | Abdessadek Rabiaa         |
| Ministre de l'Agriculture, du Développement rural et des Pêches maritimes                                                  | Mohand Laenser            |
| Ministre de l'Emploi et de la Formation professionnelle                                                                    | Mustapha Mansouri         |
| Ministre de l'Éducation nationale, de l'Enseignement supérieur, de la Formation des cadres et de la Recherche scientifique | Habib el-Malki            |
| Ministre de la Culture | Mohammed Achaari          |
| Ministre de l'Équipement et des Transports                                                                                 | Karim Ghellab             |
| Ministre du Tourisme, de l'Artisanat et de l'Économie sociale                                                              | Adil Douiri               |
| Ministre de la Santé | Mohamed Cheikh Biadillah  |
| Ministre des Relations avec le Parlement                                                                                   | Mohamed Saâd Alami        |
| Ministre de l'Énergie et des Mines                                                                                         | Mohammed Boutaleb         |
| Ministre de la Communication, Porte-parole du Gouvernement                                                                 | Mohamed Nabil Benabdallah |
| Ministre du Commerce extérieur                                                                                             | Mustapha Mechahouri       |
| Ministre du Développement social, de la Famille et de la Solidarité                                                        | Abderrahim Harouchi       |
| Ministre chargé de la Modernisation des secteurs publics                                                                   | Mohamed Boussaid          |
| Ministre de l'Industrie, du Commerce et de mise à niveau de l'Économie                                                     | Salaheddine Mezouar       |
| Ministre délégué auprès du Premier ministre, chargé de l'Administration de la Défense nationale                            | Abderrahman Sbaï          |
| Ministre délégué auprès du Premier ministre, chargé des Affaires économiques et générales                                  | Rachid Talbi el-Alami     |
| Ministre délégué aux Affaires étrangères et à la Coopération                                                               | Taïeb Fassi-Fihri         |
| Ministre déléguée chargée des Marocains résidant à l'étranger                                                              | Nezha Chekrouni           |
| Ministre délégué à l'Intérieur                                                                                             | Fouad Ali el-Himma        |
| Ministre délégué chargé du Logement et de l'Urbanisme                                                                      | Ahmed Toufiq Hejira       |
| Secrétaire d'État chargé de l'Eau                                                                                          | Abdelkebir Zahoud         |
| Secrétaire d'État chargé de la Famille et de la Solidarité                                                                 | Yasmina Baddou            |
| Secrétaire d'État chargé de la Formation professionnelle                                                                   | Saïd Oulbacha             |
| Secrétaire d'État chargé de la Jeunesse                                                                                    | Mohammed el-Gahs          |
| Secrétaire d'État chargé du Développement rural                                                                            | Mohamed Mohattane         |
| Secrétaire d'État chargé de l'Alphabétisation et de l'Éducation non formelle                                               | Anis Birou                |

## Remaniement
- Chakib Benmoussa est nommé ministre de l'Intérieur le 15 février 2006, en remplacement de El Mostapha Sahel.